# DJMAX TECHNIKA 2
《디제이맥스 테크니카 2 크루 레이스》(DJMAX TECHNIKA 2 CREW RACE, DMT2)는 대한민국의 게임 개발사인 펜타비전에서 개발한 음악 게임이다. 전작인 디제이맥스 테크니카의 후속작이다. 전작에 비해 수록곡이 100여 곡 이상 들어간 것이 특징이다.

## 특징

### 맥스포인트 샵
전작의 활용도가 높지 않았던 맥스포인트와는 달리, 테크니카 2에서는 이를 다양하게 활용할 수 있도록 전폭 개선되었다. 유저들은 플래티넘 크루 웹사이트를 통해 자신이 획득한 맥스 포인트를 사용하여 다양한 아이템을 구입 할 수 있게 되었으며, 구입한 아이템을 자신의 취향에 맞게 커스터마이즈 할 수 있게 되었다.
자신의 아바타라고 볼 수 있는 DJ 아이콘은 물론, DJ 엠블럼 및 플레이 노트와 이팩트 등을 사진과 같이 자신의 취향대로 커스터마이즈 할 수 있게 되었다. 맥스포인트 샵을 통해 숨겨져 있는 새로운 디스크 세트 및 Nonstop 디스크 세트를 구입 및 적용할 수 있다. 개인 정보의 커스터마이즈 뿐만 아니라, 크루 엠블럼 등, 크루와 관련된 커스터마이즈도 지원하고 있다.

### 크루 시스템
크루 시스템을 통해, 개인 유저가 일정 수준에 도달하게 되면 그 동안 획득한 맥스 포인트를 사용하여 크루를 생성할 수 있게 되며, 소속된 크루원들의 활동에 따라 지급되는 크루 포인트를 모아 크루의 랭킹을 올릴 수 있게 된다.
또한 크루 랭킹을 꾸준히 올려 상위 크루에 진입하게 되면, 크루 레이스에 자신만의 코스를 등록할 수 있는 특혜를 누릴 수도 있다.

### 크루 레이스
크루 레이스 시스템을 통해 유저는, 크루에 가입한 뒤 자신이 직접 코스를 생성할 수 있게 되며, 이 코스를 같은 크루원들끼리 함께 즐길 수 있게 된다. 또한 크루장은 크루원들이 제작한 코스 중 한 개를 선택하여, 매주마다 자신의 크루를 대표하는 한 개의 대표 코스로 지정할 수 있고, 이렇게 등록된 대표 코스를 통해 타 크루와의 경쟁을 벌이는 것이 가능하다.
플래티넘, 골드, 실버 총 3개의 리그로 구성되어 있으며 크루간 경쟁을 통해 크루 포인트를 획득하면 상위 리그로 진출 할 수 있게 된다.

### 점수 체계
곡마다 최고점수가 달랐던 전작과 달리 테크니카 2에서는 만점제를 도입해 29만점+콤보보너스 1만점=30만점으로 되어있다. 때문에 곡,패턴마다 판정마다 점수가 다르다. 콤보보너스는 올콤시 9800점, 퍼펙트플레이시 10000점이다.

### 판정
기존의 맥스(MAX!!!) 판정이 무지개색MAX와 초록색MAX 판정으로 분할되었다. Result 화면에서는 두 판정을 같은 맥스판정으로 취급하여 표시한다. 두 판정간의 점수차이는 무조건 1점이다.

### 피버 시스템
디제이맥스 테크니카 2의 피버 시스템은 기존 디제이맥스 시리즈에 존재했던 피버 시스템과는 달리 새로운 개념의 피버 시스템이 추가되었다. 초록색MAX 판정 이상을 냈을 때 화면 가운데 피버 게이지와 우측 상단에 존재하는 피버 버튼의 게이지가 증가하며, MISS판정이나 BREAK판정이 났을때에는 피버 게이지가 깎이게 된다. 피버 게이지가 꽉 찼을때에는 가운데에 피버 메시지가 뜨게 되며 그 때 우측 상단의 피버 버튼을 터치하게 되면 피버가 발동된다. 피버가 발동중일 때 COOL 이상의 판정을 무지개색MAX 판정(화면상에서는 금색MAX로 나옴)으로 처리해준다. 단, COOL 판정에 대해서는 게임 플레이 중에는 금색MAX로 표시되지만 Result 화면에서는 COOL 판정으로 표시된다.

## 게임 모드
2010년 4월 22일 루리웹에 공개된 디제이맥스 테크니카 2의 게임 모드이다.
- DUO Mixing

2명이 협력하여 같이 게임을 즐기는 게임 모드. 이번작에서 새로 추가된 모드이다. 2개 스테이지로 구성되어 있다.
- STAR Mixing

3개의 라인으로 구성하여, 큰 노트로 플레이를 진행하는 게임 모드. 전작의 Lite 모드와 같은 개념이다. 3개 스테이지로 구성되어 있다.
- POP Mixing

4개의 라인으로 구성하여, 더 정확하고 세밀한 플레이를 요구하는 게임모드. 전작의 Popular 모드와 같은 개념이다. 3개 스테이지로 구성되어 있다.
한가지 노래당 최대 세개의 페턴으로 구성되어 있으며 노래선택화면에서 노말, 하드, 멕시멈으로 난이도를 선택할 수 있다.
각 스테이지별 선택화면에서 좌측 화살표나 하단에 있는 "?" 누르면 랜덤으로 곡이 선택된다.
- CLUB Mixing

원하는 곡과 순서를 지정하여 연속으로 플레이 하는 게임모드. 전작의 Technical 모드와 같은 개념이다. 4개 스테이지로 구성되어 있다. 전작의 테크니컬 믹싱에서 나왔던 디스크세트와 함께 테크니카2에서 새로나온 세트들이 있다. 또한 쉬지 않고 플레이하는 Nonstop세트와 Extended세트도 있다.
- CREW RACE

대회, 이벤트 및 유저가 직접 제작한 코스 등에 도전하는 게임모드. 전작의 Platinum 모드가 이번작에서 새롭게 변경된 모드이다. 2010년 11월 17일 오픈되었다.

## 사운드트랙
전작과 마찬가지로 DJMAX TECHNIKA 2 발매 시작 즈음에 디제이맥스 테크니카 2 시그네쳐 콜렉션 (DJMAX TECHNIKA 2 SIGNATURE COLLECTION) 이란 이름의 사운드트랙 한정판을 발매했다. 2010년 4월 27일 루리웹을 통해 최초로 공개하였으며, 4월 30일에 게임몰을 통해 에약판매를 개시했다. 총 수량은 3000개로 구성품과 곡 목록은 다음과 같다.

### 구성품
- 디제이맥스 테크니카 2 OST (2장)
- 시그네쳐 ID 카드 1장
  - OUT LAW - Reborn-, Thor, D2, Signature Membership 중 하나
- 카드 케이스
- 키 홀더
- 스티커

### 곡 목록

#### Disc 1
1. Dual Strikers
2. XLASHER
3. La Campanella : Nu Rave
4. BEE-U-TIFUL
5. Cosmic Fantastic Lovesong
6. Sweet Dream
7. Trip
8. OUT LAW - Reborn
9. Put Em Up
10. Puzzler
11. D2
12. Cozy Quilt
13. Love is Beautiful
14. Say It From Your Heart
15. Rage Of Demon
16. The Guilty
17. Dream of Winds
18. MonoXide
19. SuperSonic (Mr.Funky Remix)
20. Burn it Down
21. Nova (Mr.Funky Remix)
22. Airwave
23. Eternal Fantasy

#### Disc 2
1. NB Ranger : NonStop Remix
2. Beyond The Future
3. XLASHER (Extended.ver)
4. BEE-U-TIFUL (Extended.ver)
5. Say It From Your Heart (Extended.ver)
6. Trip (Extended.ver)
7. SuperSonic (Mr.Funky Extended Remix)
8. Y (Extended.ver)
9. Thor (Extended.ver)
10. SON OF SUN (Extended.ver)
11. Virtual Atmosphere (TECHNIKA2 Teaser)
12. The Radicals (TECHNIKA2 Title)
13. Enterance to the World (Login)
14. Color Beat (Tutorial)
15. Fine by Me (Mode select)
16. Dustball (Crew race)
17. Spin Your Head (Club disc select)
18. Stand By (Club music select)
19. Party People (Result)
20. OK! Party People (Total result)
21. Smooth Escape (Ranking)
22. See U Next Time (Ending)

## 참조
1. ↑  디제이맥스 테크니카 2 출시안내[깨진 링크(과거 내용 찾기)]
2. ↑  루리웹에 공개된 디제이맥스 테크니카 2 게임 모드[깨진 링크(과거 내용 찾기)]